# Ons Noorden
Ons Noorden was een rooms-katholiek dagblad en later weekblad voor de noordelijke provincies van Nederland (Groningen, Friesland en Drenthe) en de Noordoostpolder. Het blad speelde een belangrijke rol in de  emancipatie van de katholieke gemeenschap in deze grotendeels protestantse regio's.

## Oprichting en vroege jaren
De oprichting van Ons Noorden in 1880 was een reactie op de toegenomen anti-katholieke sentimenten in de pers. In 1795, met de Bataafse Revolutie, begon de katholieke bevolking uit de schuilkerkperiode te treden en zich te emanciperen. In een tijd van groeiende geletterdheid en een bloeiende pers, zochten katholieke leken naar manieren om hun geloof te verdedigen.
Het eerste initiatief voor een noordelijk katholiek periodiek kwam in 1880 vanuit Bolsward, waar katholieke middenstanders met kapelaan Stevens als redacteur het weekblad Ons Noorden oprichtten. Dit was een samenwerking met de Friesche Bond, een verzameling van katholieke kiesverenigingen. In 1897 verscheen in Groningen een ander weekblad, de Katholieke Groninger, dat zich in tegenstelling tot Ons Noorden uitsluitend richtte op religieus nieuws.
In 1913 werden de weekbladen samengevoegd en werd het dagblad Ons Noorden in Groningen gevestigd. Ondanks een strijdbaar beleid en vele propaganda-acties bleef het financieel kwetsbaar. Het aantal abonnees schommelde tussen 5.000 en 6.000, wat te weinig was om winst te maken. Leden van de parochies ondersteunden de krant met steunfondsen en donaties.

## Tweede Wereldoorlog en naoorlogse periode
Op 1 februari 1941 werd de krant als eerste in Nederland verboden door de Duitse bezetter, nadat de bisschoppelijke brief tegen de NSB was gepubliceerd. De krant maakte een herstart op 23 april 1945, na de bevrijding van het Noorden.
Financieel bleef de krant een uitdaging. Katholieke ondernemers adverteerden liever in neutrale kranten om een breder publiek te bereiken. Het abonneebestand groeide naar 12.000, maar dit voldeed niet aan de verwachtingen. De redactie behield een principieel rooms-katholieke koers, wat leidde tot een breuk met de oorspronkelijke uitgever. De krant en redactie werden overgenomen door de Noorderpers in Hoorn.
In 1949 nam de Noorderpers het blad volledig over. Het Katholiek Sociaal Kerkelijk Instituut (KASKI) concludeerde in 1954 in een sociologisch onderzoek dat de "apostolische functie" van Ons Noorden als enig regionaal katholiek dagblad in de diaspora van groot belang was, vooral voor "vereenzaamde katholieken". In 1955 werd de noodklok geluid over het voortbestaan. 
Aartsbisschop B.J. Alfrink stelde f 40.000,- beschikbaar en er werd een wervingsactie gestart, die het aantal abonnees tijdelijk naar 12.000 deed stijgen. 
De oprichting van het bisdom Groningen in 1956 werd gezien als een kans voor de krant om meer abonnees te werven, maar na een korte opleving daalde het aantal weer.

## Laatste jaren en opvolgers
Ondanks herhaalde pogingen van bisschop Nierman om de krant te redden, daalde het aantal abonnees in 1963 naar 8.000. Een laatste poging in 1964, waarbij de krant als middagkrant met een nieuwe opzet verscheen, bracht 2.000 nieuwe abonnees en f 50.000,- op. Desondanks verscheen het dagblad Ons Noorden op 31 maart 1964 voor het laatst.
Na de opheffing werd een commissie opgericht om de mogelijkheden voor een weekblad te onderzoeken. Een proefnummer van een weekblad, eveneens genaamd Ons Noorden, verscheen in september 1964 in Friesland, wat leidde tot 8.000 aanmeldingen. In samenwerking met de Twentsche Courant en onder leiding van de stichting Het Noorden verscheen het eerste nummer van het weekblad op 6 februari 1965. Het blad wilde een communicatiemiddel zijn voor de katholieke bevolking in de drie provincies en de Noordoostpolder, maar het was moeilijk om een duidelijke identiteit te vinden.
Eind 1967 besloot de Twentsche Courant de uitgave stop te zetten. In 1968 werd het weekblad vervangen door het Informatiebulletin, een kaderblad voor het bisdom Groningen. Dit blad wist zich te handhaven en werd in 1991 omgedoopt tot Het Bisdomblad. Met de opkomst van nieuwe communicatiemiddelen en de verdwijning van de laatste landelijke katholieke dagbladen in 1980, bleven de regionale dagbladen in de noordelijke provincies actueel kerkelijk nieuws publiceren. Het Bisdomblad, dat later full colour en op glanzend papier verscheen, wordt beschouwd als de opvolger en spreekbuis van het bisdom.